# Unterseeboot 196
Le Unterseeboot 196 (ou U-196) est un sous-marin allemand (U-Boot) de type IX D2 utilisé par la Kriegsmarine pendant la Seconde Guerre mondiale.
Il détient le record de la plus longue patrouille durant la seconde guerre mondiale[réf. nécessaire], avec 225 jours consécutifs en mer.

## Historique
Mis en service le 11 septembre 1942, l'Unterseeboot 196 effectue son temps d'entraînement initial à la 4. Unterseebootsflottille à Stettin en Allemagne jusqu'au 30 novembre 1942, date à laquelle il rejoint son unité de combat 12. Unterseebootsflottille à Bordeaux.

À la suite de l'avance des forces alliées et des pertes des bases françaises, il est affecté à la 33. Unterseebootsflottille à partir du 1er octobre 1944.
Il quitte le port de Kiel pour sa première patrouille le 13 mars 1943 sous les ordres du ''korvettenkapitän'' Eitel-Friedrich Kentrat. Après 225 jours en mer et deux navires marchands coulés pour un total de 12 285 tonneaux, l'U-196 rejoint la base sous-marine de Bordeaux le 23 octobre 1943.
Ses deux patrouilles suivantes se passent dans l'océan Pacifique avec comme ports d'attache Penang et Jakarta. Il fait partie de la meute de loups gris (en anglais : Wolfpack) croisant dans le Pacifique sous le nom de Monsun.
Sa troisième patrouille part du port de Batavia le 30 novembre 1944 sous les ordres de l'Oberleutnant zur See Werner Striegler. Après deux jours en mer, l'U-196 est porté disparu le 1er décembre 1944 dans le détroit de Sunda au sud de Java avec une position inconnue, ainsi que la cause de la disparition.
Les 65 membres de l'équipage sont également portés disparus.

### L'épave retrouvée?
Fin octobre 2008, un groupe de chercheurs de trésor annonce la découverte d'un U-Boot au nord de la Nouvelle-Zélande. L'U-Boot n'est pas été formellement identifié, les chercheurs affirmant qu'il s'agit de l'U-196. L'U-196 aurait servi à l'évacuation de treize nazis de haut rang dont l'identité n'est pas révélée l'un de leurs descendants se trouvant parmi les chercheurs en question. Le sous-marin contient également un trésor de guerre. De nouvelles plongées ont lieu au printemps-été 2009.

## Affectations successives
- 4. Unterseebootsflottille du 11 septembre 1942 au 31 mars 1943 (entrainement)
- 12. Unterseebootsflottille du 1er avril 1943 au 30 septembre 1944 (service actif)
- 33. Unterseebootsflottille du 1er octobre au 1er décembre 1944 (service actif)

## Commandement
- Kapitänleutnant, puis ''korvettenkapitän'' Eitel-Friedrich Kentrat du 11 septembre 1942 au 21 septembre 1944
- Oberleutnant zur See Werner Striegler du 1er octobre au 1er décembre 1944

## Patrouilles
|       | Commandant                      | Départ             | Départ     | Arrivée            | Arrivée    | Jours     | Succès   |
| ----- | ------------------------------- | ------------------ | ---------- | ------------------ | ---------- | --------- | -------- |
| 1     | KrvKpt. Eitel-Friedrich Kentrat | 13 mars 1943       | Kiel       | 23 octobre 1943    | Bordeaux   | 225 jours | 12 285   |
|       | KrvKpt. Eitel-Friedrich Kentrat | 11 mars 1944       | Bordeaux   | 13 mars 1944       | La Pallice | 3 jours   |          |
| 2     | KrvKpt. Eitel-Friedrich Kentrat | 16 mars 1944       | La Pallice | 10 août 1944       | Penang     | 148 jours | 5 454    |
|       | Oblt. Werner Striegler          | 1er septembre 1944 | Penang     | 1er septembre 1944 | Batavia    | 1 jour    |          |
| 3     | Oblt. Werner Striegler          | 30 novembre 1944   | Batavia    | 1er décembre 1944  | Coulé      | 2 jours   |          |
| Total | Total                           | Total              | Total      | Total              | Total      | 375 jours | 17 739 t |

Note : Oblt. = Oberleutnant zur See - KrvKpt. = Korvettenkapitän 

## Navires coulés
L'Unterseeboot 196 a coulé trois navires marchands de 17 739 tonneaux au cours des trois patrouilles (375 jours en mer) qu'il effectua.
| Date           | Nom            | Nationalité | Tonnage (GRT) | Fait  |
| -------------- | -------------- | ----------- | ------------- | ----- |
| 11 mai 1943    | Nailsea Meadow | Royaume-Uni | 4 962         | Coulé |
| 3 août 1943    | City of Oran   | Royaume-Uni | 7 323         | Coulé |
| 9 juillet 1944 | Shahzada       | Royaume-Uni | 5 454         | Coulé |